# 塔赫尔普尔
塔赫尔普尔（Taherpur），是印度西孟加拉邦Nadia县的一个城镇。总人口20060（2001年）。

## 人口
该地2001年总人口20060人，其中男性10266人，女性9794人；0—6岁人口1788人，其中男900人，女888人；识字率79.90%，其中男性为83.82%，女性为75.78%。